# STS-108
STS-108 foi uma missão da NASA para a Estação Espacial Internacional realizada pelo ônibus espacial Endeavour. O lançamento aconteceu em 5 de dezembro de 2001 e foi a primeira missão do ônibus espacial após os ataques terroristas de 11 de setembro. A espaçonave levou ao espaço seis mil pequenas bandeiras em homenagem às vítimas dos atentados.

## Tripulação
| Posição                  | Tripulantes         | Duração          | Pousou na |
| ------------------------ | ------------------- | ---------------- | --------- |
| Comandante               | Dominic L. P. Gorie | 11d 19h 35m 43s  | STS-108   |
| Piloto                   | Mark E. Kelly       | 11d 19h 35m 43s  | STS-108   |
| Especialista de Missão 1 | Linda M. Godwin     | 11d 19h 35m 43s  | STS-108   |
| Especialista de Missão 2 | Daniel M. Tani      | 11d 19h 35m 43s  | STS-108   |
| Especialista de Missão 3 | Daniel W. Bursch    | 195d 19h 38m 13s | STS-111   |
| Especialista de Missão 4 | Iuri I. Onufrienko  | 195d 19h 38m 13s | STS-111   |
| Especialista de Missão 5 | Carl E. Walz        | 195d 19h 38m 13s | STS-111   |

### Retornando da ISS
| Posição           | Tripulantes             | Duração          | Lançou na |
| ----------------- | ----------------------- | ---------------- | --------- |
| Tripulante da ISS | Frank L. Culbertson Jr. | 128d 20h 44m 57s | STS-105   |
| Tripulante da ISS | Mikhail V. Tyurin       | 128d 20h 44m 57s | STS-105   |
| Tripulante da ISS | Vladimir N. Dejurov     | 128d 20h 44m 57s | STS-105   |

## Parâmetros da missão
- Massa: 4,082 Kg de carga
- Perigeu: 353 Km
- Apogeu: 377 Km
- Inclinação: 51.6º
- Período: 92 min

## Caminhadas espaciais
|  | Missão       | Astronautas              | Começo                    | Fim                       | Duração  | Tarefa |
|  | ------------ | ------------------------ | ------------------------- | ------------------------- | -------- | ------ |
|  | STS-108 EVA1 | Linda Godwin Daniel Tani | 10 de Dezembro, 17:52 UCT | 10 de Dezembro, 22:04 UCT | 4h 12min |        |